# West Tower
West Tower (рус. Западная башня) — 40-этажный небоскрёб в центре Ливерпуля (Англия, Великобритания).

## Характеристика
Здания является самым высоким зданием в Ливерпуле. Башня построена в едином архитектурном стиле — модернизм.
Первые четыре этажа занимает компания «Beetham». С 5 этажа по 33 находятся роскошные апартаменты, а на 34 этаже — панорамный ресторан. Остальные этажи башни (6 этажей) заняли пентхаусы.
Строительство здания обошлось компании в 35 000 000 фунтов стерлингов.

## Галерея
- Май 2007
- Вид на башню с реки Мерси
- Вид на башню с реки Мерси
- Башня ночью
- Башня в торговом районе